# Parnes (Oise)
Parnes és un municipi francès, situat al departament de l'Oise i a la regió dels Alts de França. L'any 2007 tenia 389 habitants.

## Demografia

### Població
El 2007 la població de fet de Parnes era de 389 persones. Hi havia 121 famílies de les quals 17 eren unipersonals (17 homes vivint sols), 25 parelles sense fills, 58 parelles amb fills i 21 famílies monoparentals amb fills.
La població ha evolucionat segons el següent gràfic:
Habitants censats 

### Habitatges
El 2007 hi havia 243 habitatges, 127 eren l'habitatge principal de la família, 111 eren segones residències i 5 estaven desocupats. 146 eren cases i 1 era un apartament. Dels 127 habitatges principals, 115 estaven ocupats pels seus propietaris, 6 estaven llogats i ocupats pels llogaters i 5 estaven cedits a títol gratuït; 9 tenien dues cambres, 26 en tenien tres, 23 en tenien quatre i 69 en tenien cinc o més. 97 habitatges disposaven pel capbaix d'una plaça de pàrquing. A 55 habitatges hi havia un automòbil i a 65 n'hi havia dos o més.

### Piràmide de població
La piràmide de població per edats i sexe el 2009 era:
| Homes | Edats   | Dones |
| ----- | ------- | ----- |
| 0     | 95 o +  | 0     |
| 0     | 90 a 94 | 0     |
| 0     | 85 a 89 | 4     |
| 4     | 80 a 84 | 4     |
| 0     | 75 a 79 | 0     |
| 0     | 70 a 74 | 8     |
| 0     | 65 a 69 | 8     |
| 8     | 60 a 64 | 0     |
| 0     | 55 a 59 | 12    |
| 32    | 50 a 54 | 8     |
| 12    | 45 a 49 | 16    |
| 16    | 40 a 44 | 12    |
| 4     | 35 a 39 | 12    |
| 16    | 30 a 34 | 20    |
| 0     | 25 a 29 | 4     |
| 8     | 20 a 24 | 0     |
| 20    | 15 a 19 | 4     |
| 32    | 10 a 14 | 16    |
| 4     | 5 a 9   | 20    |
| 12    | 0 a 4   | 0     |

## Economia
El 2007 la població en edat de treballar era de 260 persones, 196 eren actives i 64 eren inactives. De les 196 persones actives 178 estaven ocupades (94 homes i 84 dones) i 17 estaven aturades (7 homes i 10 dones). De les 64 persones inactives 8 estaven jubilades, 35 estaven estudiant i 21 estaven classificades com a «altres inactius».

### Ingressos
El 2009 a Parnes hi havia 116 unitats fiscals que integraven 360 persones, la mediana anual d'ingressos fiscals per persona era de 23.154 €.

### Activitats econòmiques
Dels 8 establiments que hi havia el 2007, 1 era d'una empresa de construcció, 2 d'empreses de transport, 1 d'una empresa d'hostatgeria i restauració, 3 d'empreses de serveis i 1 d'una entitat de l'administració pública.
L'any 2000 a Parnes hi havia 8 explotacions agrícoles que ocupaven un total de 1.120 hectàrees.

## Equipaments sanitaris i escolars
El 2009 hi havia una escola elemental integrada dins d'un grup escolar amb les comunes properes formant una escola dispersa.

## Poblacions properes
El següent diagrama mostra les poblacions més properes.